# Ігнатовський Манус Францович
Ма́нус Фра́нцович Ігнато́вський (22 травня 1929, Олексіївка — 18 березня 2019, Україна) — радянський, український кіноінженер.

## Життєпис
Народився 22 травня 1929 року в с. Олексіївка в родині робітника. Закінчив Київський інститут кіноінженерів (1954). Працював на студії «Грузія-фільм», начальником цеху світлотехніки Київської кіностудії ім. О. П. Довженка, де був з 1962 року головним енергетиком.
Учасник ВДНГ в Москві по розділу «Техніка, кіно і телебачення». Нагороджений медалями. Член Національної спілки кінематографістів України.